# قانون الفضاء

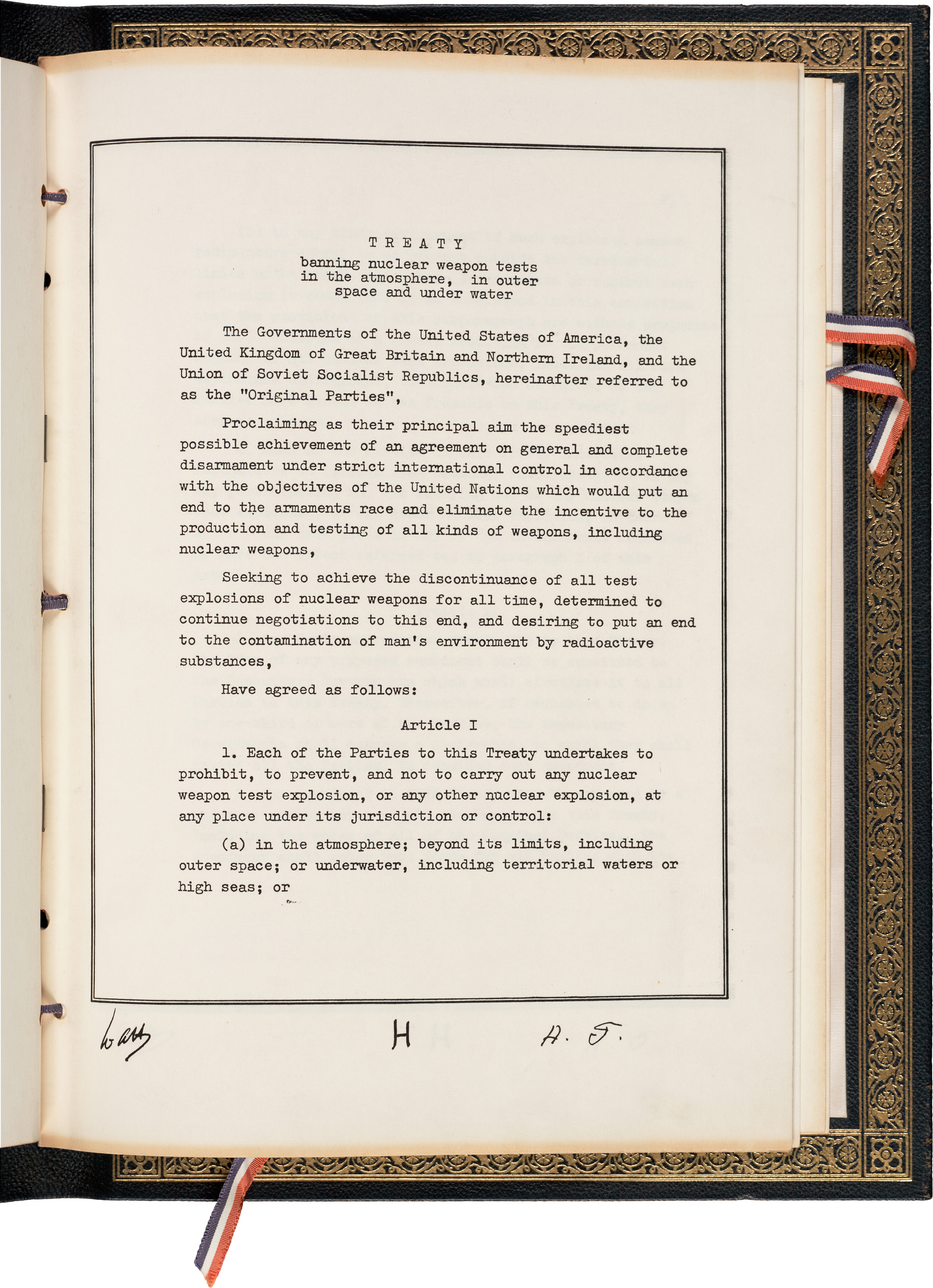
معاهدة الحظر الجزئي للتجارب (1963)، أول معاهدة دولية لقانون الفضاء.

قانون الفضاء هو مجموعة القوانين التي تحكم الأنشطة ذات الصلة بالفضاء، وتشمل الاتفاقيات والقواعد والمبادئ الدولية والمحلية. تشمل معايير قانون الفضاء استكشاف الفضاء، والمسؤولية عن الأضرار، واستخدام الأسلحة، وجهود الإنقاذ، والحفاظ على البيئة، وتبادل المعلومات، والتقنيات الجديدة، والأخلاق. مجالات القانون الأخرى، مثل القانون الإداري، وقانون الملكية الفكرية، وقانون الحد من التسلح، وقانون التأمين، وقانون البيئة، والقانون الجنائي، والقانون التجاري، مدمجة أيضًا في قانون الفضاء.

## مبادئ المنظمة  للجمعية العامة للأمم المتحدة  لاستخدام الفضاء في الأغراض السلمية
نظمت مجموعة من المبادئ من قبل المنظمة الجمعية العامة للأمم المتحدة  لنشاط الدولي في اكتشاف الفضاء الخارجي ككل بما في ذلك القمر والأجرام السماوية الأخرى.
ونصت أهداف  هذه المبادئ على:
إن الدول المشتركة في هذه المعاهدة عليها إدراك المصالح المشتركة التي تعود بالمنفعة على البشرية أجمع  وأين كانت درجة تطورها أو نمائها الاقتصادي والعلمي، وتود هذا الاتفاق على تحقيق أكبر قدر من التعاون الدولي في مجالات العلمية والقانونية لتكليل اكتشاف الفضاء  بشكل سلمي فقط وان التعاون فيما بينهما سوف يعود انماء التفاهم المتبادل في تحسين وتعميق العلاقات الودية بين الشعوب والأمم.
اتخذت الجمعية العامة للأمم المتحدة عدة من القرارات القانونية لتشكيل القوانين التي تحكم الفضاء بشكل سلمي ومنها:  
في عام 1962  أول إعــلان المبـادئ القانونيــة المنظمة لأنشطة الدول في ميدان استكشاف الفضاء الخارجي واستخدامه، تم توالت القرارات المحددة للاتفاقية بين الدول  
في تاريخ  17 تشرين الأول/أكتوبر 1963 اتخذت الجمعية العامة للامم المتحدة بالاجماع  قرار يدعو إلى أن على الدول الامتناع عن وضع أية أجسام تحمل أية أسلحة نووية أو أي اسلحة دمار شامل في أي مدار حول الأرضولتعزيز مقاصد ميثاق الأمم المتحدة ومبادئه في الحفاظ على استخدام الفضاء بشكل سلمي قد اتفق على ما يلي: 
أو وضع هذه الاسلحة على أي جرم سماوي  وعرف هذا القرار ب قرار 1884(د-18). 
وفي 3 تشرين الثاني/نوفمبر 1947/ دعت الجمعية الاستنكار والتنديد أي خرق أو عدوام أو عمل يهدد السلم الفضاء الخارجي وعرف هذا القرار بقرار 110(د-2)
ولتعزيز مقاصد ميثاق الأمم المتحدة ومبادئه في الحفاظ على استخدام الفضاء بشكل سلمي قد اتفق على ما يلي:
المادة الأولى
"باشر استكشاف واستخدام الفضاء الخارجي، بما في ذلك القمر والأجرام السماوية الأخرى، لتحقيق فائدة ومصالح جميع البلدان، أيا كانت درجـة نمائها الاقتصادي أو العلمـي، ويكونان ميدانا للبشرية قاطبة. وتكـون جميـع الـدول حريـة استكشاف واستخدام الفضاء الخارجي، بمـا في ذلـك القمر والأجرام السماوية الأخرى دون تمييز وعلى قدم المساواة وفقا للقانون الـدولي، ويكـون حرا الوصول إلى جميع مناطق الأجرام السماوية. ويكون حرا إجراء الأبحاث العلمية في الفضاء الخارجي، بمـا في ذلـك القمـر والأجرام السماوية الأخرى، وتراعي الدول تيسير وتشجيع التعاون الدولي في مثل هذه الأبحاث؟"
المادة الثانية  
«لا يجـوز التملك القـومي للفضاء الخارجي، بمـا في ذلـك القمـر والأجرام السماوية الأخرى، بدعوى السيادة أو بطريق الاستخدام أو الاحتلال أو بأية وسيلة أخرى.»
المادة الثالثة
«تلتـــزم الـدول الأطـراف في المعاهـــدة، في مباشـــرة أنشطتها في ميـــدان استكشاف واستخدام الفضاء الخارجي، بما في ذلك القمر والأجرام السماوية الأخرى، مراعاة القـانون الدولي، بما في ذلك ميثاق الأمم المتحدة، بغيـت صيانة السلم والأمن الدوليين وتعزيز التعاون والتفاهم الدوليين.»  